# Mary, principessa reale
Principessa Mary, Principessa Reale e Contessa di Harewood (Victoria Alexandra Alice Mary; Sandringham, 25 aprile 1897 – Harewood House, 28 marzo 1965) è stato un membro della famiglia reale britannica, terza tra i figli, e unica femmina, di re Giorgio V e della regina Mary.
Fu la sesta principessa britannica  a essere nominata principessa reale. Fin dalla nascita godeva del titolo di principessa con il trattamento di Altezza, in quanto bisnipote di un sovrano britannico; successivamente fruì dello stesso trattamento in quanto nipote e infine figlia del monarca. Con il matrimonio ottenne il titolo di contessa di Harewood.

## Gioventù

### Nascita
La principessa Mary nacque il 25 aprile 1897 nella York Cottage, all'interno della tenuta di Sandringham nel Norfolk. Suo padre era il principe Giorgio, duca di York (in seguito salito al trono come Giorgio V), secondo figlio maschio del Principe di Galles (il futuro Edoardo VII) e di sua moglie, nata Alessandra di Danimarca. Sua madre era la Duchessa di York, nata Mary di Teck, figlia maggiore del Duca e della Duchessa di Teck.
Venne chiamata Vittoria in onore della bisnonna paterna, la regina Vittoria del Regno Unito, Alessandra in onore della nonna paterna, la futura regina Alessandra, Alice in onore della prozia, la principessa Alice di Sassonia-Coburgo-Gotha, e Mary in onore della nonna materna, la principessa Maria Adelaide di Cambridge; venne infine chiamata con l'ultimo dei suoi nomi di battesimo. In quanto bisnipote di un monarca britannico, la regina Vittoria, ricevette il titolo di Sua Altezza Principessa Mary di York; nel 1898 la Regina emise delle lettere patenti con le quali garantiva ai figli dei Duchi di York il trattamento di Altezza Reale. Al momento della nascita essa era quinta in linea di successione al trono del Regno Unito.
Venne battezzata nella Chiesa di Santa Maria Maddalena, vicino a Sandringham, il 7 giugno 1897 dall'arcivescovo di York, William Dalrymple Maclagan. Furono suoi padrini e madrine:
- la bisnonna paterna, la regina Vittoria;
- i nonni paterni, i Principi di Galles (futuro re Edoardo VII e regina Alessandra);
- lo zio paterno, re Giorgio I di Grecia;
- il nonno materno, il Duca di Teck;
- la zia paterna, principessa Vittoria.

### Educazione
Mary venne educata in casa da varie istitutrici ma partecipò ad alcune lezioni con i fratelli Edoardo (futuro Edoardo VIII), Alberto (futuro Giorgio VI) ed Enrico (in seguito creato Duca di Gloucester). Imparò a parlare fluentemente il tedesco e il francese e sviluppò un interesse, che durò per tutta la sua vita, per i cavalli e l'equitazione. La sua prima apparizione pubblica fu all'incoronazione dei genitori nell'Abbazia di Westminster, l'11 giugno 1911.

## Incarichi reali
Durante la prima guerra mondiale, la principessa Mary, assieme alla madre, si dedicò alle visite di ospedali e istituzioni assistenziali, nonché all'organizzazione di progetti di sostegno per i soldati inglesi e le loro famiglie. Una di queste iniziative fu il Princess Mary's Christmas Gift Fund, attraverso il quale doni per un valore di circa 100 000 sterline vennero inviati a tutti i soldati e marinai britannici per il Natale del 1914; questo evento è stato poi replicato nel 2005 dall'istituto di beneficenza uk4u-Thanks!. Mary giocò un ruolo attivo nel promuovere il movimento del guidismo, del VAD (organizzazione che forniva assistenza infermieristica durante il periodo bellico) e delle Land Girls (le donne che sostituivano gli uomini al fronte nel lavoro dei campi). Nel 1918 frequentò un corso per infermiere e lavorò presso il Great Ormond Street Hospital.
Gli incarichi pubblici della Principessa riflettevano infatti i suoi interessi per l'assistenza ai malati, il movimento delle guide scout e del servizio civile femminile.
Nel 1920 divenne presidente onorario dell'Associazione Guide Scout Britanniche, carica che detenne fino alla morte; nel 1926 venne nominata comandante in capo del distaccamento britannico della Croce Rossa.

## Matrimonio

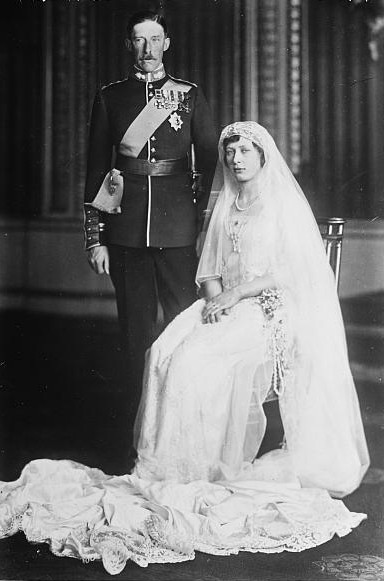
Fotografia del matrimonio della principessa Mary e del Visconte Lascelles.

Il 28 febbraio 1922, la principessa Mary sposò Henry Lascelles, VI conte di Harewood (9 settembre 1882 – 23 maggio 1947), figlio maggiore di Henry Lascelles, V conte di Harewood, e di Lady Florence Bridgeman. Il loro matrimonio, che venne celebrato nell'abbazia di Westminster, fu la prima occasione reale cui partecipò Lady Elizabeth Bowes-Lyon, la futura regina consorte Elisabetta, amica della principessa Mary e sua damigella d'onore.
Mary aveva ventiquattro anni, mentre il marito trentanove. La Principessa e il marito stabilirono la loro residenza nello Yorkshire, inizialmente a Goldsborough Hall e in seguito a Harewood House. Durante il periodo in cui abitò a Goldsborough Hall, Mary fece apportare delle modifiche all'edificio per potervi crescere i due figli e pose le basi per la regolare piantumazione di una bordura di faggi lungo i confini, dalle terrazze meridionali per un quarto di miglio lungo un viale di tigli; i tigli furono piantati dai suoi parenti, tra cui i suoi genitori reali, durante le loro visite negli anni 1920. Nel vicino villaggio di Flaxby fu creata una stazione ferroviaria, ora in disuso, sulla linea Harrogate-York, in modo che i suoi parenti potessero andare a trovarla confortevolmente.
Il 25 marzo 1923 venne battezzato il suo primo figlio, George, nella chiesa di St. Mary, adiacente alla Hall, dall'Arcivescovo di York; alla cerimonia parteciparono re Giorgio V e la regina Mary, nonni del bambino.
Dopo essere divenuta Contessa di Harewood, la principessa Mary si dedicò con molta passione alla decorazione degli interni di Harewood House, la sede familiare dei Lascelles, e alle questioni agricole della tenuta, tanto che divenne esperta in questioni di allevamento di bovini.
Si disse che ella non avrebbe voluto sposare Lord Lascelles e che furono i suoi genitori a spingerla a un matrimonio combinato, e che Lascelles le fece la sua proposta dopo una scommessa al suo club. Suo fratello il Principe di Galles, in seguito salito al trono come Edoardo VIII, al quale era molto affezionata, era contrario al matrimonio perché non voleva che la sorella sposasse qualcuno che non amava. Il figlio maggiore di Mary, nelle sue memorie The Tongs and the Bones, scrisse però a proposito dei suoi genitori e confutò tutti questi pettegolezzi; disse «che andavano d'accordo e avevano molti amici e interessi in comune».
La principessa Mary e Lord Lascelles ebbero due figli:
- George Lascelles, 7º conte di Harewood (7 febbraio 1923 - 11 luglio 2011), sposò nel 1949 Maria Donata, alias Marion Stein, da cui divorziò nel 1967; sposò lo stesso anno Patricia Elizabeth Tuckwell; ebbe discendenza;
- Gerald Lascelles (21 agosto 1924 – 27 febbraio 1998), sposò nel 1952 Angela Dowding, da cui divorziò nel 1978; in seguito sposò Elizabeth Collingwood; ebbe discendenza.

## Principessa Reale

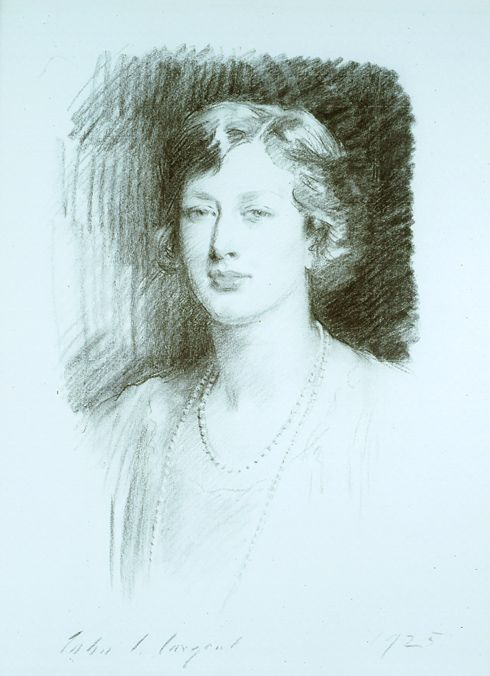
Ritratto della principessa Mary, eseguito nel 1925 da John Singer Sargent.

Il 6 ottobre 1929, suo marito, che era stato nominato cavaliere dell'Ordine della Giarrettiera in occasione del matrimonio, succedette al padre come 6º Conte di Harewood, Visconte Lascelles e Barone Harewood. Il figlio maggiore della coppia assunse così il titolo di cortesia di Visconte Lascelles.
Il 1º gennaio 1932 Giorgio V dichiarò che la sua unica figlia Mary dovesse avere il titolo di Principessa Reale. Mary era da sempre particolarmente legata al fratello maggiore Edoardo, che in seguito divenne re Edoardo VIII, ma che in famiglia era chiamato David; dopo la crisi conseguente alla sua abdicazione, la Principessa Reale, con il marito, seguì il fratello, creato Duca di Windsor, a Vienna, al castello di Enzenfeld. In seguito, nel novembre 1947, ella declinò l'invitò al matrimonio della nipote, la principessa Elisabetta, con il luogotenente Filippo Mountbatten, presumibilmente per protestare contro il fatto che Edoardo non era stato invitato; in ogni caso il motivo ufficiale fu la cattiva salute. Il Duca di Windsor venne però invitato ai matrimoni delle principesse Margaret e Alexandra, sue nipoti, ma, amareggiato, rifiutò di partecipare.
Allo scoppio della seconda guerra mondiale, Mary divenne controllore in capo e in seguito controllore comandante del Servizio Ausiliare Territoriale (ATS, nel 1949 rinominato Corpo Armato Femminile Reale). Sotto questa veste viaggiò per tutta la Gran Bretagna visitando le sue unità, mense di guerra e altre organizzazioni benefiche. Alla morte del fratello minore, Giorgio, duca di Kent, divenne la presidente di Papworth. Mary nel 1950 diventò inoltre comandante in capo dell'aeronautica del Servizio Infermieri della Royal Air Force della Principessa Mary e nel 1956 ricevette il grado di generale del British Army. Nel 1949 il 10º Fucilieri Gurkha venne ribattezzato in suo onore 10º Fucilieri Gurkha Personale della Principessa Mary.
Dopo la morte del marito, avvenuta nel 1947, la Principessa Reale continuò a vivere a Harewood House assieme al figlio maggiore e alla sua famiglia. Nel 1951 divenne cancelliere dell'Università di Leeds e continuò a svolgere i suoi incarichi ufficiali in patria e all'estero. Partecipò all'incoronazione della regina Elisabetta II nel giugno del 1953 e successivamente rappresentò la sovrana nelle celebrazioni per l'indipendenza di Trinidad e Tobago nel 1962 e dello Zambia nel 1964. Uno dei suoi ultimi impegni pubblici fu quello di partecipare ai funerali della regina Luisa di Svezia (nata Lady Luisa Mountbatten) nel marzo 1965, in vece di Elisabetta.
Quello stesso mese di marzo 1965 la Principessa Reale cambiò il corso degli eventi andando in visita al fratello Edoardo nella clinica londinese dove si stava riprendendo dopo un'operazione chirurgica agli occhi. Mary incontrò anche la Duchessa di Windsor, che all'epoca era sposata con Edoardo da più di ventotto anni, e questa fu una delle pochissime visite che Wallis ricevette dai parenti più stretti del consorte. Pochi giorni dopo la regina Elisabetta II si recò in visita dallo zio e accettò la presenza della Duchessa, che si inchinò di fronte alla sovrana: fu questa la prima volta che un monarca britannico ricevette ufficialmente la moglie di Edoardo.
Mary morì per un infarto durante una passeggiata assieme al figlio maggiore, Lord Harewood, e ai nipoti sui prati della tenuta di Harewood House. Dopo una cerimonia funebre privata tenutasi nella cattedrale di York, fu sepolta nella chiesa di Tutti i Santi a Harewood.
La principessa Mary visse poco meno di sessantotto anni, ma vide sei monarchi succedersi al trono durante la sua vita: Vittoria (sua bisnonna), Edoardo VII (suo nonno), Giorgio V (suo padre), Edoardo VIII e Giorgio VI (suoi fratelli) ed Elisabetta II (sua nipote).

## Titoli nobiliari, onorificenze e stemma

### Titoli
- 25 aprile 1897 – 28 maggio 1898:[2] Sua Altezza la Principessa Mary di York
- 28 maggio 1898 – 22 gennaio 1901: Sua Altezza Reale la Principessa Mary di York
- 22 gennaio 1901 – 9 novembre 1901: Sua Altezza Reale la Principessa Mary di Cornovaglia e York
- 9 novembre 1901 – 6 maggio 1910: Sua Altezza Reale la Principessa Mary del Galles
- 6 maggio 1910 – 22 febbraio 1922: Sua Altezza Reale la Principessa Mary[3]
- 22 febbraio 1922 – 6 ottobre 1929: Sua Altezza Reale la Principessa Mary, Viscontessa Lascelles
- 6 ottobre 1929 – 1º gennaio 1932: Sua Altezza Reale la Principessa Mary, Contessa di Harewood
- 1º gennaio 1932 – 28 marzo 1965: Sua Altezza Reale la Principessa Reale, Contessa di Harewood

Nata come bisnipote della regina Vittoria, Mary venne insignita del titolo di Sua Altezza la Principessa Mary di York fin dalla nascita (in seguito la stessa Regina cambiò il trattamento in Altezza Reale); alla morte della Regina, e per un breve periodo, venne conosciuta come S.A.R. la Principessa Mary di Cornovaglia e York (visto che il padre era ora l'erede apparente e quindi Duca di Cornovaglia così come Duca di York) e in seguito S.A.R. la Principessa Mary del Galles visto che il padre venne creato Principe di Galles. Infine, alla successione del padre al trono, venne intitolata S.A.R. la Principessa Mary; quando poi le venne conferito il titolo di Principessa Reale, nel 1932, diventò S.A.R. la Principessa Reale. Dopo il matrimonio, i titoli dei Lascelles furono aggiunti dopo i suoi titoli regali. Nonostante i vari cambiamenti di nome e titoli, la sua firma rimase per tutta la vita, semplicemente, "Mary".

### Stemma

Lo stemma personale di Mary, principessa reale.

Nel 1931 venne concesso a Mary l'utilizzo di uno stemma personale, cioè quello della Casa Reale, differenziato da un nastro d'argento a tre punte, ognuno dei quali recante una croce rossa.

### Onorificenze

Il monogramma personale di Mary, principessa reale.

### Onorificenze militari

#### Gran Bretagna
- 1918: colonnello in capo, degli Scozzesi Reali (Reggimento Reale);
- 1935: colonnello in capo, dei Corpi Reali Segnalatori;
- 1947: colonnello in capo, del Reggimento dello Yorkshire Occidentale;
  - 1958: unito al Reggimento dello Yorkshire Orientale (Personale del Duca di York), per formare il Reggimento dello Yorkshire Personale del Principe di Galles.

#### Commonwealth
- 1936–1950: colonnello in capo, dei Corpi Indiani Segnalatori;
- 1937–1965: colonnello in capo, dei Corpi Reali Australiani Segnalatori;
- 1930–1965: colonnello in capo, del Reggimento Canadese Scozzese (della Principessa Mary);
- 1940–1965: colonnello in capo, dei Corpi Reali Neozelandesi Segnalatori;
- numerosi altri reggimenti del Commonwealth.

## Antenati
|                             |                           |                                             | Genitori                                                       |  |  | Nonni |  |  | Bisnonni                          |  |  | Trisnonni                           |  |
|                             |                           |                                             |                                                                |  |  |       |  |  | Alberto di Sassonia-Coburgo-Gotha |  |  | Ernesto I di Sassonia-Coburgo-Gotha |  |
|                             |                           |                                             |                                                                |  |  |       |  |  | Alberto di Sassonia-Coburgo-Gotha |  |  | Ernesto I di Sassonia-Coburgo-Gotha |  |
|                             |                           | Luisa di Sassonia-Gotha-Altenburg           |                                                                |  |  |       |  |  | Alberto di Sassonia-Coburgo-Gotha |  |  |                                     |  |
| Edoardo VII del Regno Unito |                           |                                             |                                                                |  |  |       |  |  | Alberto di Sassonia-Coburgo-Gotha |  |  |                                     |  |
|                             |                           | Vittoria del Regno Unito                    | Edoardo Augusto, duca di Kent e Strathearn                     |  |  |       |  |  |                                   |  |  |                                     |  |
|                             |                           | Vittoria del Regno Unito                    | Edoardo Augusto, duca di Kent e Strathearn                     |  |  |       |  |  |                                   |  |  |                                     |  |
|                             |                           | Vittoria del Regno Unito                    | Vittoria di Sassonia-Coburgo-Saalfeld                          |  |  |       |  |  |                                   |  |  |                                     |  |
| Giorgio V del Regno Unito   |                           | Vittoria del Regno Unito                    |                                                                |  |  |       |  |  |                                   |  |  |                                     |  |
|                             |                           | Cristiano IX di Danimarca                   | Federico Guglielmo di Schleswig-Holstein-Sonderburg-Glücksburg |  |  |       |  |  |                                   |  |  |                                     |  |
|                             |                           | Cristiano IX di Danimarca                   | Federico Guglielmo di Schleswig-Holstein-Sonderburg-Glücksburg |  |  |       |  |  |                                   |  |  |                                     |  |
|                             |                           | Cristiano IX di Danimarca                   | Luisa Carolina d'Assia-Kassel                                  |  |  |       |  |  |                                   |  |  |                                     |  |
| Alessandra di Danimarca     |                           | Cristiano IX di Danimarca                   |                                                                |  |  |       |  |  |                                   |  |  |                                     |  |
|                             |                           | Luisa d'Assia-Kassel                        | Guglielmo d'Assia-Kassel                                       |  |  |       |  |  |                                   |  |  |                                     |  |
|                             |                           | Luisa d'Assia-Kassel                        | Guglielmo d'Assia-Kassel                                       |  |  |       |  |  |                                   |  |  |                                     |  |
|                             |                           | Luisa d'Assia-Kassel                        | Luisa Carlotta di Danimarca                                    |  |  |       |  |  |                                   |  |  |                                     |  |
| Mary Windsor                |                           | Luisa d'Assia-Kassel                        |                                                                |  |  |       |  |  |                                   |  |  |                                     |  |
|                             | Alessandro di Württemberg | Ludovico Federico Alessandro di Württemberg |                                                                |  |  |       |  |  |                                   |  |  |                                     |  |
|                             | Alessandro di Württemberg | Ludovico Federico Alessandro di Württemberg |                                                                |  |  |       |  |  |                                   |  |  |                                     |  |
|                             | Alessandro di Württemberg | Enrichetta di Nassau-Weilburg               |                                                                |  |  |       |  |  |                                   |  |  |                                     |  |
| Francesco di Teck           | Alessandro di Württemberg |                                             |                                                                |  |  |       |  |  |                                   |  |  |                                     |  |
|                             |                           | Claudine Rhédey von Kis-Rhéde               | László Rhédey von Kis-Rhéde                                    |  |  |       |  |  |                                   |  |  |                                     |  |
|                             |                           | Claudine Rhédey von Kis-Rhéde               | László Rhédey von Kis-Rhéde                                    |  |  |       |  |  |                                   |  |  |                                     |  |
|                             |                           | Claudine Rhédey von Kis-Rhéde               | Ágnes Inczédy von Nagy-Várad                                   |  |  |       |  |  |                                   |  |  |                                     |  |
| Maria di Teck               |                           | Claudine Rhédey von Kis-Rhéde               |                                                                |  |  |       |  |  |                                   |  |  |                                     |  |
|                             |                           | Adolfo, duca di Cambridge                   | Giorgio III del Regno Unito                                    |  |  |       |  |  |                                   |  |  |                                     |  |
|                             |                           | Adolfo, duca di Cambridge                   | Giorgio III del Regno Unito                                    |  |  |       |  |  |                                   |  |  |                                     |  |
|                             |                           | Adolfo, duca di Cambridge                   | Carlotta di Meclemburgo-Strelitz                               |  |  |       |  |  |                                   |  |  |                                     |  |
| Maria Adelaide di Cambridge |                           | Adolfo, duca di Cambridge                   |                                                                |  |  |       |  |  |                                   |  |  |                                     |  |
|                             |                           | Augusta d'Assia-Kassell                     | Federico d'Assia-Kassel                                        |  |  |       |  |  |                                   |  |  |                                     |  |
|                             |                           | Augusta d'Assia-Kassell                     | Federico d'Assia-Kassel                                        |  |  |       |  |  |                                   |  |  |                                     |  |
|                             |                           | Augusta d'Assia-Kassell                     | Carolina di Nassau-Usingen                                     |  |  |       |  |  |                                   |  |  |                                     |  |
|                             |                           | Augusta d'Assia-Kassell                     |                                                                |  |  |       |  |  |                                   |  |  |                                     |  |